# Jetour Dasheng
Der Jetour Dasheng ist ein Sport Utility Vehicle der chinesischen Automobilmarke Jetour, die zum Automobilhersteller Chery gehört.

## Geschichte
Einen ersten Ausblick auf das Fahrzeug zeigte Chery im April 2018 auf der Beijing Auto Show mit dem Jetour X Concept. Eine seriennahe Version wurde im April 2021 mit dem Jetour X präsentiert. Offiziell vorgestellt wurde der Dasheng schließlich im April 2022. Auf den Markt kam die Baureihe auf dem chinesischen Heimatmarkt im September 2022. Die Marke Jetour wurde im Juni 2023 auch in Russland eingeführt. Dort wird das SUV als Jetour Dashing vermarktet.
Eine überarbeitete Version des Dasheng wurde erstmals im Mai 2024 gezeigt.

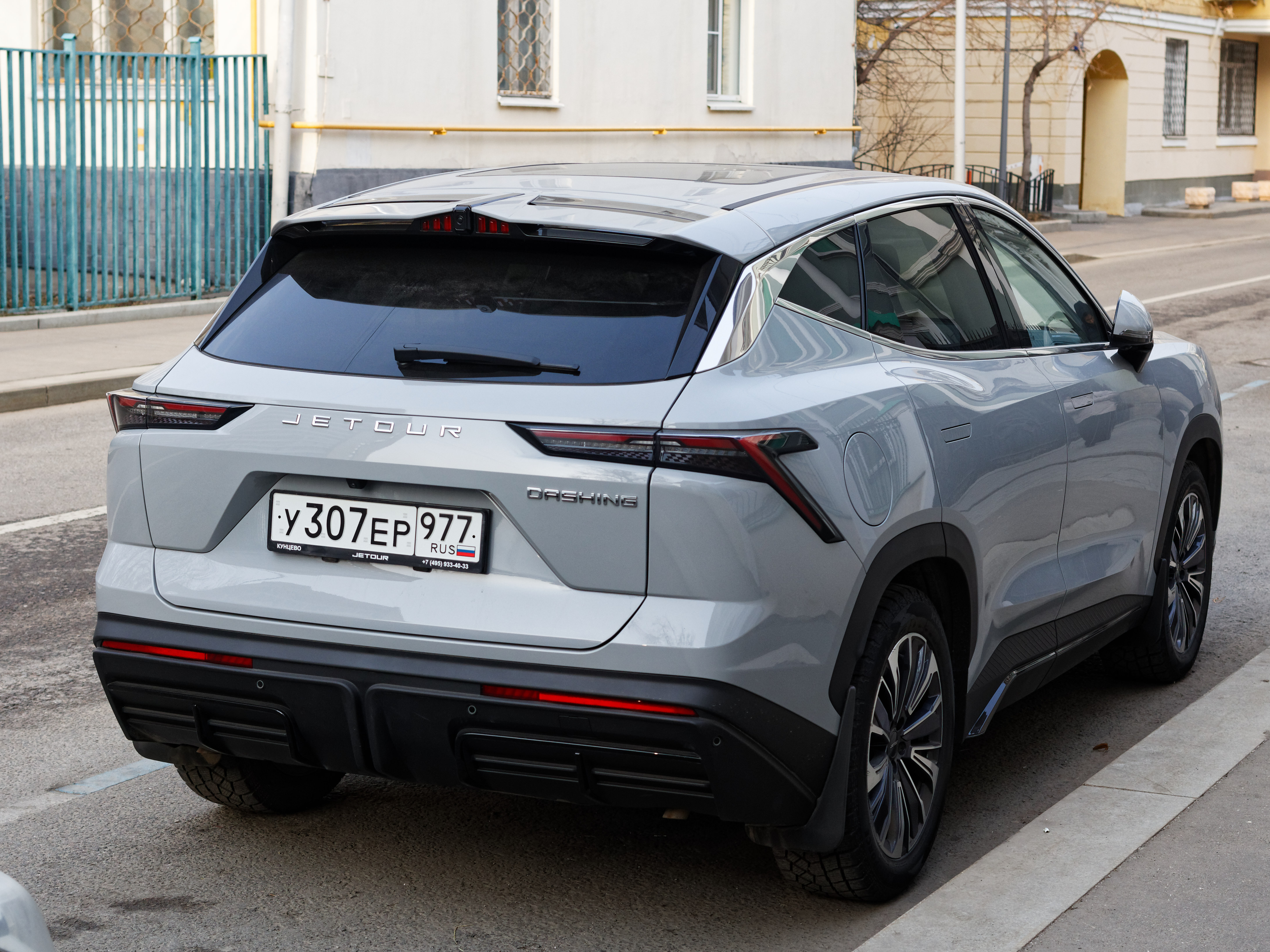
Heckansicht
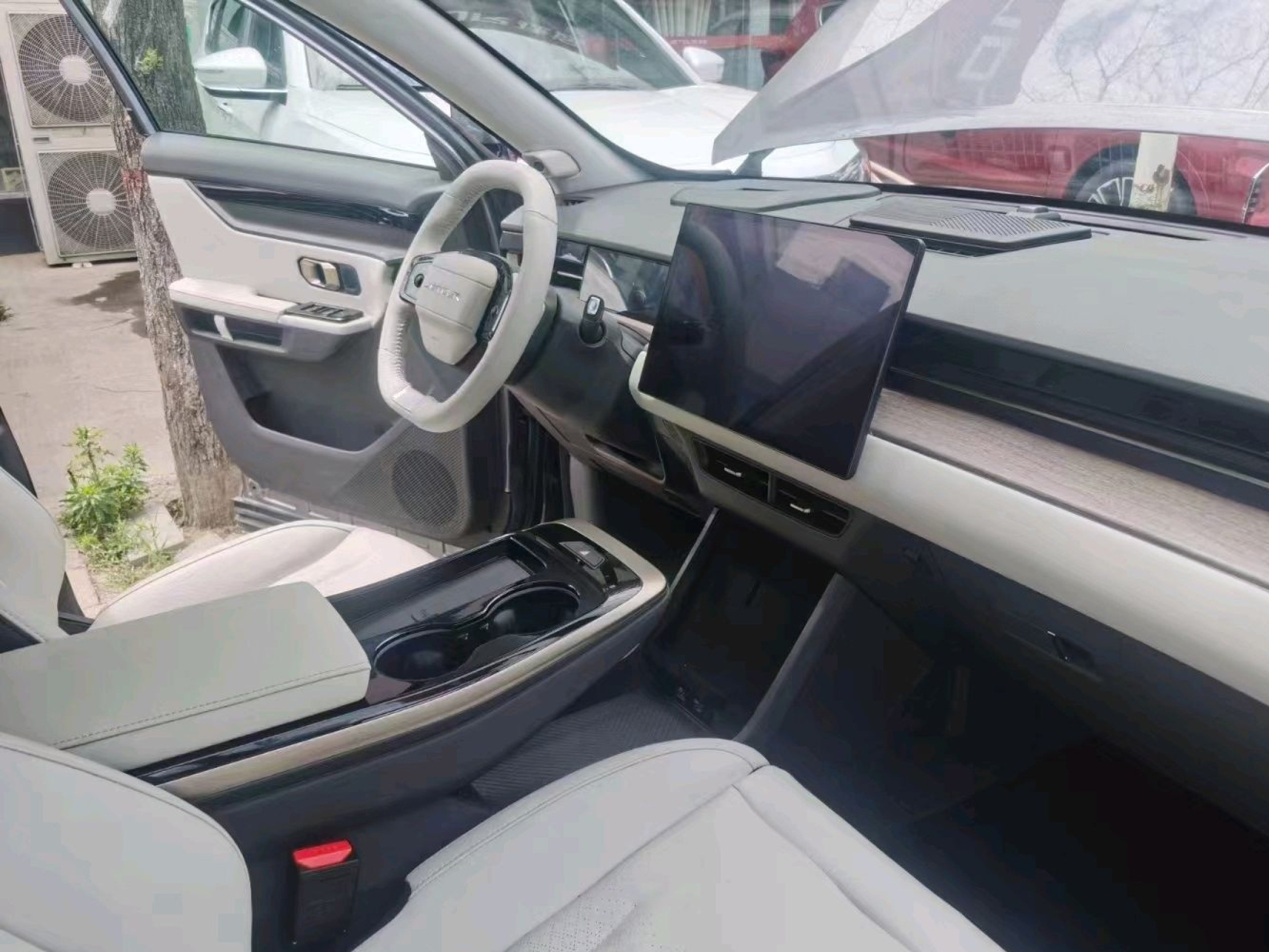
Innenansicht
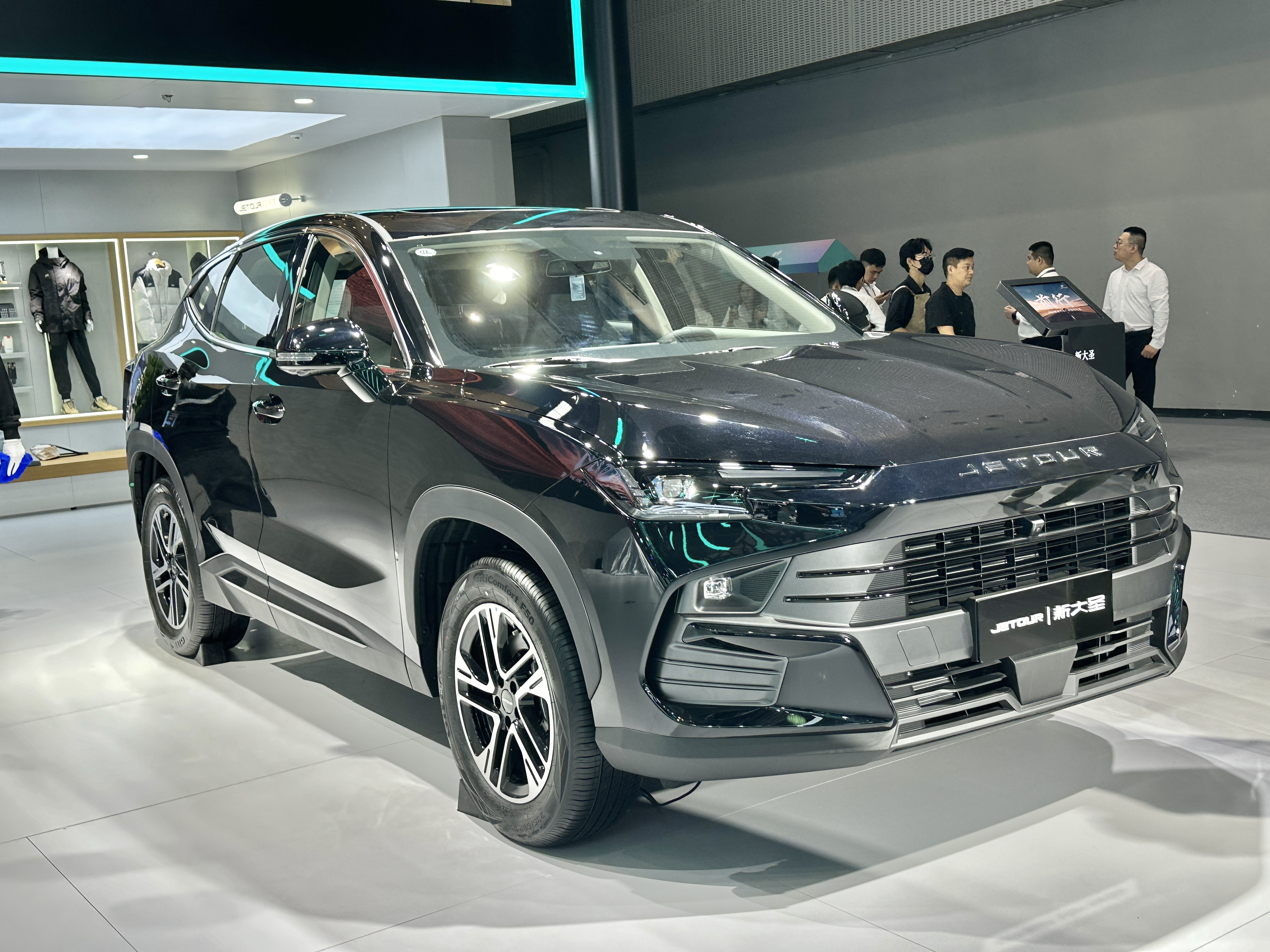
Jetour Dasheng (seit 2024)
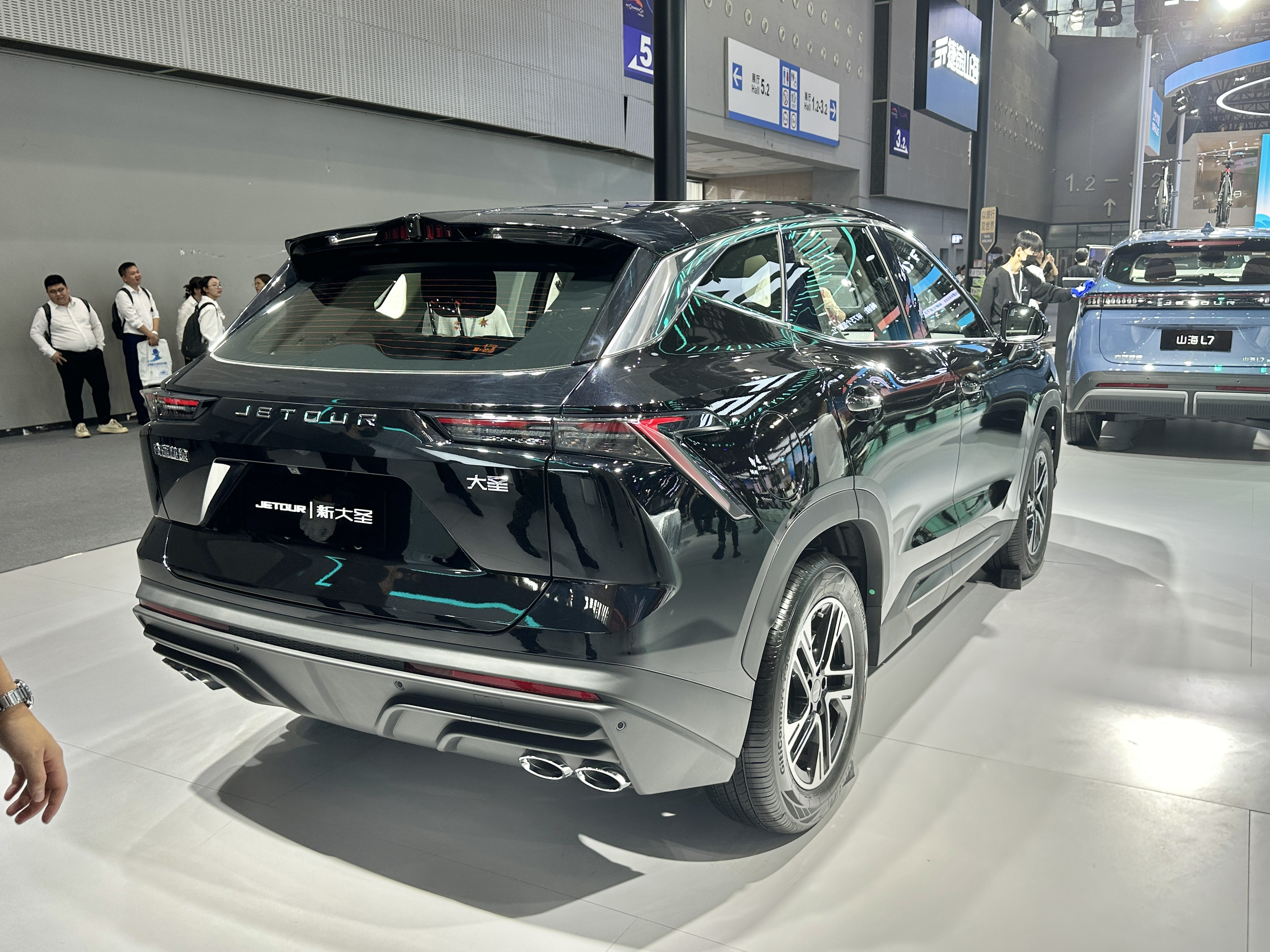
Heckansicht

Der Sportequipe 6 GT, der im September 2024 von DR Automobiles auf dem Turiner Autosalon für den italienischen Markt vorgestellt wurde, basiert auf dem Dasheng. Außerdem wurde der Wagen im Januar 2025 von der Marke Soueast als nahezu baugleicher Soueast S06 vorgestellt.

## Technische Daten
Angetrieben wurde das SUV zum Marktstart von einem aufgeladenen 1,5-Liter-Ottomotor mit einer Leistung von 115 kW (156 PS) oder einem aufgeladenen 1,6-Liter-Ottomotor mit einer Leistung von 145 kW (197 PS). Ein Plug-in-Hybrid mit einer Systemleistung von 240 kW (326 PS) folgte im April 2023. Diese Antriebsvarianten kommen in weiteren Modellen von Chery zum Einsatz. In Russland leisten die Ottomotoren etwas weniger, der Plug-in-Hybrid steht nicht zur Verfügung. Seit November 2024 steht für diesen Markt auch eine Allrad-Version zur Wahl. Mit der Modellpflege 2024 kam in China ein 135 kW (184 PS) starker 1,5-Liter-Ottomotor mit Turbolader in den Handel.
|                                             | 1.5 T                            | 1.5 T                            | 1.5 TD                           | 1.6 T                      | 1.6 T                            | 1.6 T                            | i-DM                        |
| ------------------------------------------- | -------------------------------- | -------------------------------- | -------------------------------- | -------------------------- | -------------------------------- | -------------------------------- | --------------------------- |
| Bauzeitraum                                 | seit 06/2023                     | seit 09/2022                     | seit 09/2024                     | seit 11/2024               | seit 06/2023                     | 09/2022–04/2024                  | seit 04/2023                |
| Markt                                       | Russland                         | China                            | China                            | Russland                   | Russland                         | China                            | China                       |
| Motorkenndaten                              |                                  |                                  |                                  |                            |                                  |                                  |                             |
| Motortyp                                    | R4-Ottomotor                     | R4-Ottomotor                     | R4-Ottomotor                     | R4-Ottomotor               | R4-Ottomotor                     | R4-Ottomotor                     | R4-Ottomotor + Elektromotor |
| Motoraufladung                              | Turbolader                       | Turbolader                       | Turbolader                       | Turbolader                 | Turbolader                       | Turbolader                       | Turbolader                  |
| Hubraum                                     | 1498 cm³                         | 1498 cm³                         | 1499 cm³                         | 1598 cm³                   | 1598 cm³                         | 1598 cm³                         | 1498 cm³                    |
| max. Leistung Verbrennungsmotor bei min−1   | 108 kW (147 PS) / 5500           | 115 kW (156 PS) / 5500           | 135 kW (184 PS) / 5500           | 137 kW (186 PS) / 5500     | 140 kW (190 PS) / 5500           | 145 kW (197 PS) / 5500           | 115 kW (156 PS) / 5500      |
| max. Leistung Elektromotor                  | —                                | —                                | —                                | —                          | —                                | —                                | 125 kW (170 PS)             |
| max. Systemleistung                         | —                                | —                                | —                                | —                          | —                                | —                                | 240 kW (326 PS)             |
| max. Drehmoment Verbrennungsmotor bei min−1 | 210 Nm / 1750–4000               | 230 Nm / 1750–4000               | 290 Nm / 2000–3500               | 275 Nm / 2000–4000         | 275 Nm / 2000–4000               | 290 Nm / 2000–4000               | 230 Nm / 1750–4000          |
| max. Drehmoment Elektromotor                | —                                | —                                | —                                | —                          | —                                | —                                | 315 Nm                      |
| max. Systemdrehmoment                       | —                                | —                                | —                                | —                          | —                                | —                                | 545 Nm                      |
| Kraftübertragung                            |                                  |                                  |                                  |                            |                                  |                                  |                             |
| Antrieb, serienmäßig                        | Vorderradantrieb                 | Vorderradantrieb                 | Vorderradantrieb                 | Allradantrieb              | Vorderradantrieb                 | Vorderradantrieb                 | Vorderradantrieb            |
| Antrieb, optional                           | —                                | —                                | —                                | —                          | —                                | —                                | —                           |
| Getriebe, serienmäßig                       | 6-Gang-Schaltgetriebe            | 6-Gang-Schaltgetriebe            | 7-Stufen-Doppelkupplungsgetriebe | 7-Stufen-Automatikgetriebe | 7-Stufen-Doppelkupplungsgetriebe | 7-Stufen-Doppelkupplungsgetriebe | 3-Stufen-Hybridgetriebe     |
| Getriebe, optional                          | 6-Stufen-Doppelkupplungsgetriebe | 6-Stufen-Doppelkupplungsgetriebe | —                                | —                          | —                                | —                                | —                           |
| Messwerte                                   |                                  |                                  |                                  |                            |                                  |                                  |                             |
| Höchstgeschwindigkeit                       | 180 km/h (180 km/h)              | 180 km/h (180 km/h)              | 180 km/h                         | 180 km/h                   | 180 km/h                         | 180 km/h                         | 180 km/h                    |
| Beschleunigung, 0–100 km/h                  | 13,2 s (11,7 s)                  | k. A. (k. A.)                    | k. A.                            | 10,9 s                     | 10,5 s                           | k. A.                            | k. A.                       |
| Kraftstoffverbrauch auf 100 km, kombiniert  | 7,5 l Super (7,8 l Super)        | 7,8 l Super (7,8 l Super)        | 6,9 l Super                      | 8,7 l Super                | 8,4 l Super                      | 7,7 l Super                      | 1,7 l Super                 |
| Tankinhalt                                  | 57 l                             | 57 l                             | 57 l                             | 57 l                       | 57 l                             | 57 l                             | 60 l                        |
| Batteriekapazität                           | —                                | —                                | —                                | —                          | —                                | —                                | 19,27 kWh                   |
| elektrische Reichweite nach WLTC            | —                                | —                                | —                                | —                          | —                                | —                                | 80 km                       |
| Abgasnorm                                   | Euro 6                           | China VIb                        | China VIb                        | Euro 6                     | Euro 6                           | China VIb                        | China VIb                   |

- Werte in ( ) gelten in Verbindung mit optionalem Getriebe.